# Chùa Đồng Vũ
Chùa Đồng Vũ thuộc thôn Đồng Vũ, xã Đạo Lý, huyện Lý Nhân. Căn cứ vào dòng lạc khoản khắc trên bia "Sùng Khánh tự bia" niên hiệu Nguyên Thống 4 (1525) thì chùa được dựng đầu thời Lê Sơ, trên khu đất nổi, nằm biệt lập về phía nam làng. Đến năm Bảo Đại thứ 13 (1937), làng chuyển chùa về khu đất bên trái đình, tạo điều kiện cho sinh hoạt tôn giáo của dân làng. Hiện giờ chùa còn lưu giữ được nhiều đồ thờ cổ thư quý hiếm, có giá trị nghệ thuật cao, tiêu biểu phải kể đến cây khánh đá.